# Lum Choar
Lum Choar es una comuna (khum) del distrito de Ou Ya Dav, en la provincia de Ratanak Kirí, Camboya. En marzo de 2008 tenía una población estimada de 2758 habitantes.
Se encuentra ubicada al noreste del país, a escasa distancia de los ríos Srepok y Tonlé San —ambos, afluentes izquierdos del Mekong— y de la frontera con Vietnam y Laos.